# دانیلا ساباتینو
دانیلا ساباتینو (انگلیسی: Daniela Sabatino؛ زادهٔ ۲۶ ژوئن ۱۹۸۵) بازیکن فوتبال اهل ایتالیا است.
از باشگاه‌هایی که در آن بازی کرده‌است می‌توان به باشگاه فوتبال زنان آ.ث. میلان اشاره کرد.
وی همچنین در تیم ملی فوتبال زنان ایتالیا بازی کرده‌است.